# David Joris
David Joris (okolo 1501 Bruggy – 28. srpna 1556 Basilej) byl vlámský kazatel novokřtěnectví. Původním povoláním byl malíř skla, vyzdobil mj. kostel ve městě Enkhuizen.
Byl následníkem Melchiora Hoffmana a stal se stoupencem sakramentariánů, kteří neuznávali přítomnost Krista v hostii. V roce 1528 byl v Delftu za urážku monstrance odsouzen ke zbičování, propíchnutí jazyka a vypovězení z města. V roce 1533 ho pokřtil Obbe Philips, zanedlouho se stal presbyterem a zúčastnil se velkého sněmu v Bocholtu. Byl představitelem mystického křídla anabaptistů, ďábla považoval za pouhou alegorii. Měl četné vize a označoval se za proroka a následníka krále Davida. Napsal spis 'T Wonder Boeck (Kniha zázraků). Odmítal násilí, proto odsoudil obsazení Münsteru, rozešel se s hlavním proudem novokřtěnectví a založil sektu davidistů. Jeho matka Marietje Jan de Gortersdochter byla v roce 1539 popravena za kacířství.
Kvůli sporům s Menno Simonsem musel Joris opustit Nizozemí a od roku 1544 žil v Basileji pod falešným jménem Jan van Brugge. Zemřel v roce 1556 jako vážený občan a byl pohřben v Leonhardskirche. V roce 1559 jeho zeť Nicolas van Blesdijk prozradil úřadům jeho skutečnou identitu, Joris byl odsouzen jako kacíř, jeho tělo bylo exhumováno a veřejně spáleno.
Dochoval se Jorisův portrét od Jana van Scorela.